# Уорли Таун
Уорли Таун (на английски: Warley Town) е село в северната част на Англия, графство Западен Йоркшър. Населението му е .
Разположено е на 231 метра надморска височина в Южните Пенини, непосредствено на югозапад от Халифакс и на 26 километра югозападно от центъра на Лийдс. Селището се споменава още в Книгата на Страшния съд (1086).

## Известни личности
Родени в Уорли Таун
- Хенри Бригс (1561 – 1630), математик